# وودبری (مینه‌سوتا)
وودبری (به انگلیسی: Woodbury) شهری در شهرستان واشینگتن ایالت مینه‌سوتا در کشور ایالات متحده آمریکا است که جمعیت آن در سرشماری سال ۲۰۱۰ میلادی، ۶۱۹۶۱ نفر بوده‌است.